# 신일숙
신일숙(申一淑, 1962년 1월 21일 ~ )은 대한민국의 만화가이다. 경북 안동 출신. 1984년 《라이언의 왕녀》으로 데뷔를 하였으며, 대표작으로 《아르미안의 네딸들》, 《파라오의 연인》, 《리니지》 등이 있다. 현 한국여성만화가협회의 회장을 맡고 있다.

## 작품 목록

### 단편
- 〈시간이 멈추는 바다〉, 《미르》 창간호
- 〈거울 밖의 인어공주〉, 《르네상스》

### 책
| 작품명                          | 잡지 연재 | 출판 | 특징                                                         |
| ------------------------------- | --------- | --- | ------------------------------------------------------------ |
| 《라이언의 왕녀》               | ?         | 1984년 ? 2000년 대원씨아이 전2권 2009년 학산문화사 단권(신일숙 환상전집 2)                                                             | 데뷔작                                                       |
| 《사랑의 아테네》               | ?         | 1985년 ? 1997년 서울문화사 전3권 2009년 학산문화사 전2권(신일숙 환상전집 3)                                                            |                                                              |
| 《아르미안의 네딸들》           | ?         | 1986년 ? 1995년 아트맨 전20권 1996년 대원씨아이 전14권 2008년 학산문화사 전10권(신일숙 환상전집 1) 2021년 거북이북스 전 20권(레트로판) |                                                              |
| 《1999년생》                    | ?         | 1988년 ? 1995년 세주문화 전2권 2000년 대원씨아이 전2권 2010년 학산문화사 전2권(신일숙 환상전집 4) 2023년 거북이북스 전 3권(레트로판)   |                                                              |
| 《나의 이브》                   | 투유      | 1989년 ? |                                                              |
| 《카르마》                      | 르네상스  | 1990년 ? 1995년 세주문화사 단권 |                                                              |
| 《에시리쟈르》                  | 윙크      | 1991년 ? 1997년 학산문화사 전3권 2010년 학산문화사 단권(신일숙 환상전집 5)                                                             |                                                              |
| 《리니지》                      | 윙크      | 1993년 서울문화사 전10권 2002년 대원씨아이 애장판 전7권 2012년 학산문화사 1~6권(신일숙 환상전집 8)                                     | 게임《리니지》의 원작                                        |
| 《크리슈티》                    | 화이트    | 1995년 대원씨아이 단편집 |                                                              |
| 《루딘나이츠-천사가 내리는 숲》 | 화이트    | 1996년 대원씨아이 전2권 |                                                              |
| 《프쉬케》                      | 화이트    | 1997년 대원씨아이 전2권 2010년 학산문화사 단권(신일숙 환상전집 6)                                                                      | 붉은 타란티움의 향기, 시간이 멈추는 바다, 거울 밖의 인어공주 |
| 《파라오의 연인》               | 《윙크》  | 1997년 서울문화사 전16권 |                                                              |
| 《정령을 믿으십니까?》          | 화이트    | 1998년 대원씨아이 단편집 | 정령을 믿으십니까?, 꿈을 잃은 꿈의 나라에서, 선생님과의 전쟁 |
| 《아라비안나이트》              | ?         | 2004년 달궁 전5권 |                                                              |
| 《카야》                        | ?         | 2009년 학산문화사 1권 |                                                              |
| 《오리온&다프네》               | ?         | 2011년 학산문화사 단권(신일숙 환상전집 7)                                                                                              |                                                              |

초판 발행일을 기준으로 작품을 나열한다. 단, 초판 발행일을 알 수 없는 것은 재판 발행일을 따른다.